# Christopher Birdwood, 2. Baron Birdwood
Christopher Bromhead Birdwood, 2. Baron Birdwood MVO (* 22. Mai 1899; † 5. Januar 1962) war ein britischer Peer, Offizier und Autor.

## Leben und Karriere
Birdwood wurde als Sohn von William Birdwood, 1. Baron Birdwood, und Janetta Hope Gonville Bromhead geboren. Er wurde in Twickenham, London getauft. Birdwood besuchte das Clifton College und die Royal Military Academy Sandhurst in Berkshire.
1917 wurde Birdwood Offizier in den King Edward VII's Own Lancers (Probyn's Horse), British Indian Army; 1921 wurde er zum Captain befördert und 1935 zum Major. Sein höchster Dienstgrad war Oberstleutnant (Lieutenant Colonel).
Er kämpfte im Ersten Weltkrieg, wo er Mentioned in Despatches wurde. In Frankreich diente er als Aide-de-camp seines Vaters, der Kommandeur des Australian Corps und später der 5. Britischen Armee war. Zwischen 1919 und 1920 sowie 1937 bis 1938 war er an der Waziristan-Kampagne beteiligt. Von 1929 bis 1930 war er Aide-de-camp beim Oberkommandierenden in Indien. Im Juni 1945 wurde Birdwood aus Gesundheitsgründen in den Ruhestand versetzt.
Birdwood wurde mit dem portugiesischen Ritterorden von Avis ausgezeichnet und 1939 in den Royal Victorian Order (MVO) aufgenommen.
Am 17. Mai 1951 erbte er die Titel seines Vaters. Zwischen 1953 und 1961 beteiligte er sich mehrfach an Debatten im House of Lords. Er starb im Alter von 62 Jahren.

## Familie
Er heiratete am 7. März 1931 in Delhi Elizabeth Vere Drummond Ogilvie. 1953 ließen sie sich scheiden. Sie hatten zusammen zwei Kinder, Sonia Gina Ogilvie Birdwood (1933–2006) und Mark Birdwood, der den Titel seines Vaters erbte. Am 22. Februar 1954 heiratete Birdwood Joan Pollack Graham.

## Veröffentlichungen
- Nuri as Said: a Study in Arab Leadership
- Two Nations and Kashmir
- A History of the Worcestershire Regiment
- A Continent Decides
- A Continent Experiments